# Budapesti Közlöny
A Budapesti Közlöny a mindenkori magyar kormány hivatalos lapja volt Magyarországon 1867 és 1944 között. A megszűnt Budapesti Közlöny helyett 1945 óta Magyarországon máig a Magyar Közlöny a hivatalos lap. Mellékközlönyeként jelent meg a Hivatalos Értesítő, amely a hivatalos hirdetményeket, azaz a pályázatokat, árveréseket, idézéseket, körözvényeket tartalmazta.

## Története
1848 előtt a jogszabályi rendelkezések a vármegyéken, városi hatóságokon keresztül jutottak el a lakossághoz. 1845-ben a Budapesti Hiradó és a Pester Zeitung kapott engedélyt a hivatalos hirdetmények közlésére. 1848 tavaszán a Batthyány-kormány létrejöttével és a sajtószabadság kimondásával megváltozott a helyzet, áprilisában a kormány határozott a hivatalos lap, a "Közlöny" megindításáról, de addig is a Pesti Hírlapban egy rovatot nyitottak Szemere Bertalan belügyminiszter javaslatára. A Közlöny végül 1848. június 8-án jelent meg, és napilapként jelent meg egészen a szabadságharc végéig. A hivatalos lap tervezetére Bajza Józsefet, az akkori Nemzeti Színház igazgatóját, és Toldy Ferenc irodalomtörténészt kérte fel a belügyminiszter. 1848 májusában Gyurmán Adolf vállalta el a szerkesztői feladatokat. A kiadás feladatait az Egyetemi Nyomda látta el. Induláskor 3000 és 4000 között mozgott az előfizetők száma.
1849. július 1-jén Emődy Dániel vette át a szerkesztői feladatokat, aki jogakadémiai tanár, jogi író volt. A Közlöny életében négy szakaszt különíthetünk el egymástól: az első az indulástól 1848 szeptemberéig tart; a második a Honvédelmi Bizottmány pesti működésének időszaka; a harmadik 1849 januárjától a trónfosztásig tartó terminusa; az utolsó pedig a Közlöny utolsó kísérleteinek időtartama.
Az 1848 - 1849-es szabadságharc után a Magyar Hírlap, a Budapesti Hírlap, majd a Sürgöny volt a hivatalos lap. A kiegyezés után Emich Gusztáv kiadásában indult meg 1867. március 12-én a Budapesti Közlöny. Rövid ideig  a Királyi Magyar Egyetemi Nyomda volt a kiadó. 1868. október 1-jétől az Athenaeum Nyomda  kiadásában jelent meg. Felelős szerkesztője több mint 25 éven keresztül, 1892. október 1-én bekövetkezett haláláig Salamon Ferenc volt, akit hamarosan Vadnai Károly követett. (Megoszlanak a források, hogy 1893. május közepétől vagy csak 1893. június 1-jétől.)
A Budapesti Közlöny hivatalos lapként jelent meg a 20. század első felében is. 1944. december 24-én szűnt meg.

## Felépítése
A Budapesti Közlöny eredetileg két fő részből állt: 
1. a hivatalos részből - ez a rész a jogszabályok kihirdetését foglalta magában,
2. a nem hivatalos (publicisztikai) részből, amely több rovatra oszlott. A nem hivatalos részben belföldi és külföldi hírek, illetve országgyűlési beszámolók olvashatók, míg a lap utolsó oldalán „félhivatalos értesítések” (pl. árverési vagy csődről szóló hirdetmények) jelentek meg.

Miután Tisza Kálmán lett a miniszterelnök, 1875 nyarától kezdődően  a Budapesti Közlöny megszüntette publicisztikai működését, és a feladata kizárólag a hivatalos közlemények kiadása lett.